# Jesé Rodríguez
Jesé Rodríguez Ruiz (Las Palmas, 26 februari 1993) is een Spaans voetballer die doorgaans als linksbuiten speelt.

## Loopbaan
Rodríguez verhuisde op zijn veertiende van zijn geboorteplek Las Palmas naar Madrid om in de jeugdacademie van Real Madrid CF te mogen voetballen. In het Juvenil A-team scoorde hij zeventien doelpunten in één seizoen. Op 16 januari 2011 maakte hij zijn debuut voor Real Madrid Castilla, in de Segunda División B tegen Universidad de Las Palmas CF. Real won met 5-0.
Hij mocht in juli 2011 mee op zomertour met het eerste elftal van Real Madrid. Op 17 juli maakt hij hierin zijn officieuze debuut, tegen Los Angeles Galaxy, waar hij in de 64e minuut José María Callejón verving. Op 3 augustus 2011 speelde hij zijn tweede oefenwedstrijd voor Real, tegen Guangzhou Evergrande FC. Hierin scoorde hij na twintig seconden.
Rodríguez scoorde op 2 oktober 2011 zijn eerste doelpunt voor Castilla, tegen La Roda CF. Op 6 december mocht hij op de bank plaatsnemen in een Champions League-duel tegen AFC Ajax. Zes dagen later zat hij voor de tweede maal in de selectie, ditmaal voor een bekerwedstrijd tegen SD Ponferradina. Real won met 0-2. Rodríguez verving vijftien minuten voor tijd Cristiano Ronaldo.
Op 24 maart 2012 maakte hij zijn competitiedebuut in het eerste elftal van Real Madrid, tegen Real Sociedad. Hij verving tien minuten voor tijd Ronaldo. Real won met 5-1. In juli mocht hij voor het tweede jaar op rij mee op zomertour naar de Verenigde Staten. In een duel tegen Los Angeles Galaxy viel hij in na 82 minuten en scoorde hij twee minuten later op aangeven van Mesut Özil. Op 24 juli 2013 verlengde Real Madrid zijn contract tot 2017. Zijn jaarsalaris werd 1,8 miljoen euro.
Hij verruilde Real Madrid in augustus 2016 voor Paris Saint-Germain. Hij werd nooit een vaste waarde en werd meermaals verhuurd. Eind 2020 liet hij zijn contract ontbinden en vervolgde begin 2021 zijn loopbaan bij UD Las Palmas.
In 2022 vertrok hij naar Ankaragücü. Daar speelde hij één seizoen.
Na kortstondige verblijven bij Sampdoria en Coritiba tekende hij in 2024 bij het Maleisische Johor Darul Ta'zim.

## Clubstatistieken
| Seizoen | Club                | Competitie         | Competitie | Competitie | Beker | Beker | Internationaal | Internationaal | Totaal | Totaal |
| Seizoen | Club                | Competitie         | Wed.       | Dlp.       | Wed.  | Dlp.  | Wed.           | Dlp.           | Wed.   | Dlp.   |
| ------- | ------------------- | ------------------ | ---------- | ---------- | ----- | ----- | -------------- | -------------- | ------ | ------ |
| 2011/12 | Real Madrid         | Primera División   | 1          | 0          | 1     | 0     | 0              | 0              | 2      | 0      |
| 2012/13 | Real Madrid         | Primera División   | 0          | 0          | 0     | 0     | 0              | 0              | 0      | 0      |
| 2013/14 | Real Madrid         | Primera División   | 18         | 5          | 8     | 3     | 5              | 0              | 31     | 8      |
| 2014/15 | Real Madrid         | Primera División   | 16         | 3          | 3     | 1     | 3              | 0              | 22     | 4      |
| 2015/16 | Real Madrid         | Primera División   | 28         | 5          | 1     | 0     | 9              | 1              | 38     | 6      |
| 2016/17 | Paris Saint-Germain | Ligue 1            | 9          | 1          | 1     | 1     | 4              | 0              | 14     | 1      |
| 2016/17 | → UD Las Palmas     | Primera División   | 16         | 3          | 0     | 0     | 0              | 0              | 16     | 3      |
| 2017/18 | → Stoke City        | Premier League     | 13         | 1          | 0     | 0     | 0              | 0              | 13     | 1      |
| 2018/19 | Paris Saint-Germain | Ligue 1            | 0          | 0          | 1     | 0     | 0              | 0              | 1      | 0      |
| 2018/19 | → Real Betis        | Primera División   | 14         | 2          | 2     | 0     | 2              | 0              | 18     | 2      |
| 2019/20 | Paris Saint-Germain | Ligue 1            | 1          | 0          | 0     | 0     | 0              | 0              | 1      | 0      |
| 2019/20 | → Sporting Lissabon | Primeira Liga      | 3          | 0          | 1     | 0     | 0              | 0              | 4      | 0      |
| 2020/21 | Paris Saint-Germain | Ligue 1            | 2          | 0          | 0     | 0     | 0              | 0              | 2      | 0      |
| 2020/21 | UD Las Palmas       | Segunda División A | 16         | 2          | 0     | 0     | 0              | 0              | 16     | 2      |
| 2021/22 | UD Las Palmas       | Segunda División A | 13         | 6          | 0     | 0     | 0              | 0              | 13     | 6      |

Bijgewerkt op 3 november 2021

## Interlandcarrière
Met Spanje onder 17 bereikte hij de finale van het EK in 2010 voor onder 17-jarigen.
Op het Europees kampioenschap voetbal onder 19 - 2012 werd hij topschutter met vijf doelpunten. Hij scoorde een hattrick in de groepswedstrijd tegen Portugal en één doelpunt in de groepswedstrijd tegen Griekenland. In de finale tegen Griekenland scoorde hij het enige doelpunt van de wedstrijd.
Hij scoorde vijf doelpunten voor Spanje -20 op het WK -20 2013 in Turkije, waar Spanje in de kwartfinale werd uitgeschakeld.

## Erelijst
| Competitie            |             |                  |             |             |
| Competitie            | Aantal      | Jaren            |             |             |
| Real Madrid           | Real Madrid | Real Madrid      | Real Madrid | Real Madrid |
| --------------------- | ----------- | ---------------- | ----------- | ----------- |
| UEFA Champions League | 2x          | 2013/14, 2015/16 |             |             |
| FIFA WK voor clubs    | 1x          | 2014             |             |             |
| Primera División      | 1x          | 2011/12          |             |             |
| Copa del Rey          | 1x          | 2013/14          |             |             |
| Paris Saint-Germain   |             |                  |             |             |
| Ligue 1               | 1x          | 2019/20          |             |             |
| Coupe de la Ligue     | 1x          | 2016/17          |             |             |
| Spanje onder 19       |             |                  |             |             |
| UEFA EK –19           | 1x          | 2012             |             |             |

Individueel
- Topscorer Europees kampioenschap –19 (2012)